# Помпея Магна
Помпе́я Ма́гна (лат. Pompeia Magna) — единственная дочь Гнея Помпея Великого и его третьей супруги Муции Терции. Её старшим братом был Гней Помпей Младший, а младшим — Секст Помпей Магн.
Помпея родилась и выросла в Риме. В 59 году до н. э. после развода с Муцией Терцией Помпей заключил брак со своей уже четвёртой по счёту супругой Юлией, дочерью Гая Юлия Цезаря. Юлия до брака с Помпеем была обручена с Цепионом. После свадьбы Помпея и Юлии Цепиона, чтобы смягчить для него этот удар, обручили с Помпеей, но в конце концов последняя вышла за Фавста Корнелия Суллу, сына диктатора Луция Корнелия Суллы от Цецилии Метеллы. В 46 году Фавст Корнелий погиб в африканской войне. Двое сыновей Помпеи оказались в руках Цезаря, но он помиловал их.
После 46 года до н. э. Помпея вышла замуж во второй раз — за Луция Корнелия Цинну, который был племянником первой жены Цезаря и двоюродным братом Юлии.
Какое-то время Помпея сопровождала своего младшего брата Секста Помпея в Сицилию. Именно в Сицилии Помпея сделала несколько подарков будущему императору Тиберию, который сбежал с родителями от Октавиана. Помпея подарила Тиберию плащ, брошь и несколько золотых бляшек. Светоний утверждает, что эти подарки были сохранены и в своё время даже выставлены в Байях. Младший брат пережил Помпею, которая умерла ранее 35 года до н. э.

## Браки и дети
От брака (около 52 года до н. э.) с Фаустом Корнелием Суллой родились двое сыновей и дочь.
От брака (41 год до н. э.) с Луцием Корнелием Цинной:
1. Луций Корнелий Цинна (около 40 года до н. э. — ?)
2. Гней Корнелий Цинна (около 39 года до н. э. — после 5 года н. э.)
3. Корнелия Цинна (около 37 года до н. э. — ?)
4. Корнелия Помпея Цинна (ок. 35 до н. э. — ?)